# László Klinga
László Klinga (* 9. Juli 1947 in Mosonszentpéter (heute zu Jánossomorja, Győr-Moson-Sopron, gehörend), Ungarn) ist ein ehemaliger ungarischer Ringer. Er gewann bei den Olympischen Spielen 1972 in München im freien Stil im Federgewicht eine Bronzemedaille und war 1973 und 1976 Vize-Europameister.

## Werdegang
László Klinga begann als Jugendlicher in seiner Heimatstadt Mosonszentpéter mit dem Ringen. Mit 18 Jahren ging er zur ungarischen Volksarmee und wurde zum Sportclub Honved Budapest delegiert. Gegen Ende seiner Ringerlaufbahn wechselte er zum Ferencvarosi Torna Club (FTC) Budapest. Bis aus ganz weniger Ausnahmen rang László Klinga nur im freien Stil. Er wog als Erwachsener bei einer Größe von 1,65 Metern immer ca. 60 kg und startete immer im Bantamgewicht (damals bis 57 kg Körpergewicht).
Nachdem László Klinga 1968 erstmals ungarischer Meister im Bantamgewicht geworden war, wurde er bei der Europameisterschaft 1969 in Sofia im freien Stil eingesetzt. Mit einem Sieg und zwei Niederlagen kam er dabei auf den 8. Platz. Bei der Europameisterschaft 1970 in Berlin (Ost) war er schon etwas erfolgreicher und erreichte mit drei Siegen den 5. Platz und bei der Weltmeisterschaft dieses Jahres in Edmonton kam er nach zwei Siegen und Niederlagen gegen Zbigniew Żedzicki aus Polen und Othon Moschidis aus Griechenland auf den 6. Platz. Er war damit in der erweiterten Weltspitze angekommen.
Bei der Weltmeisterschaft 1971 in Sofia zeigte er jedoch Schwächen. Ihm gelang dort nur ein Sieg. Nach Niederlagen gegen Horst Mayer aus der DDR u. Wiktor Schatkow aus der UdSSR kam er nur auf den 12. Platz.
1972 wurde dann für László Klinga zu einem sehr erfolgreichen Jahr. Nachdem er bei der Europameisterschaft dieses Jahres in Kattowitz mit dem 4. Platz im Bantamgewicht noch knapp eine Medaille verfehlt hatte, gelangen ihm bei den Olympischen Spielen in München im Bantamgewicht fünf Siege und ein Unentschieden. Geschlagen geben musste er sich in München nur dem US-Amerikaner Richard Sanders. Unter den von ihm besiegten Ringern waren u. a. Horst Mayer, Iwan Kuleschow aus der UdSSR u. Kazim Yildirim aus der Türkei. Mit diesen Ergebnissen belegte László Klinga den 3. Platz und gewann damit eine olympische Bronzemedaille.
Einen weiteren großen Erfolg feierte er bei der Europameisterschaft 1973 in Lausanne mit dem 2. Platz. Er gewann dort u. a. über Petre Ciarnău aus Rumänien u. Kirkor Leonow aus Bulgarien und musste sich nur dem sowjetischen Sportler Roin Dobordschenidse geschlagen geben. Vize-Europameister wurde Laszlo Klinga auch bei der Europameisterschaft 1976 in Leningrad. In Leningrad besiegte er u. a. Hans-Dieter Brüchert aus der DDR. Im entscheidenden Kampf um den Europameistertitel unterlag er gegen Wladimir Jumin aus der UdSSR.
Bemerkenswert war auch noch sein 5. Platz bei der Weltmeisterschaft 1974 in Istanbul. Dort unterlag er nach drei Siegen gegen Hans-Dieter Brüchert und Wladimir Jumin. Bei seinem letzten Start bei einer internationalen Ringermeisterschaft, der bei den Olympischen Spielen 1976 in Montreal erfolgte, kam László Klinga mit einem Sieg über den Kubaner Jorge Ramos und Niederlagen gegen seinen Dauerrivalen Hans-Dieter Brüchert und den Mongolen Megdiin Choilogdordsch nur auf den 16. Platz.
Danach beendete László Klinga seine Ringerlaufbahn. Er absolvierte ein Sportstudium und wurde in seinem Stammverein FTC Budapest Trainer.

## Internationale Erfolge
(OS = Olympische Spiele, WM = Weltmeisterschaft, EM = Europameisterschaft, GR = griechisch-römischer Stil, F = freier Stil, Ba = Bantamgewicht, damals bis 57 kg Körpergewicht)
- 1969, 8. Platz, EM in Sofia, F, Ba, mit einem Sieg über Julius Turoczi, CSSR u. Niederlagen gegen Pawel Maljan, UdSSR u. Jancho Patrikow, Bulgarien;
- 1970, 3. Platz, Meisterschaft der Armeen des Warschauer Paktes (SKDA-Meisterschaft), GR, Ba, hinter Ion Baciu, Rumänien u. vor Kimstatch, UdSSR;
- 1970, 5. Platz, EM in Berlin (Ost), F, Ba, mit Siegen über Arne Axelsson, Schweden, Willy Geinaert, Belgien u. Mikulas Timko, CSSR u. Niederlagen gegen Iwan Schawow, Bulgarien u. Zbigniew Żedzicki, Polen;
- 1970, 6. Platz, WM in Edmonton, F, Ba, mit Siegen über Keith Breeze, Neuseeland u. Christian Piot, Schweiz u. Niederlagen gegen Zbigniew Zedzicki u. Othon Moschidis, Griechenland;
- 1971, 12. Platz, WM in Sofia, F, Ba, mit einem Sieg über Eduardo Maggiolo, Argentinien u. Niederlagen gegen Wiktor Schatkow, UdSSR u. Horst Mayer, DDR;
- 1972, 2. Platz, Turnier in Zakopane, F, Ba, hinter Zbigniew Zedzicki u. vor Reinhard Mehlhorn, DDR;
- 1972, 1. Platz, Turnier in Bukarest, F, Ba, vor Eduard Giray, BRD u. Niculae Dumitru, Rumänien;
- 1972, 4. Platz, EM in Kattowitz, F, Ba, mit Siegen über Niculae Dumitru u. Georgios Hatzioannidis, Griechenland, einem Unentschieden gegen Reinhard Mehlhorn u. Niederlagen gegen Iwan Kuleschow, UdSSR u. Iwan Schawow;
- 1972, Bronzemedaille, OS in München, F, Ba, mit Siegen über Iwan Kuleschow, Arturo Tanaquin, Philippinen, Kazim Yildirim, Türkei, Horst Mayer u. Ramezan Kheder, Iran, einem Unentschieden gegen Megdiin Choilogdordsch, Mongolei u. einer Niederlage gegen Richard Sanders, USA;
- 1973, 2. Platz, EM in Lausanne, F, Ba, mit Siegen über Amrik Singh Gill, Großbritannien, Ernst Hack, Österreich, Petre Ciarnău, Rumänien u. Kirkor Leonow, Bulgarien, einem Unentschieden gegen Zbigniew Zedzicki u. einer Niederlage gegen Roin Dobordschenidse, UdSSR;
- 1974, 2. Platz, Turnier in Lodz, F, Ba, hinter Grigoire Condrat, Rumänien u. vor Jamun, Mongolei;
- 1974, 8. Platz, EM in Madrid, F, Ba, mit einem Sieg über Dominique Corvaisier, Frankreich u. Niederlagen gegen Otto Vozar, CSSR u. Gheorghe Dobranel, Rumänien;
- 1974, 5. Platz, WM in Istanbul, F, Ba, mit Siegen über Amrik Singh Gill, Dzeafer Dzelanini, Australien u. Jan Gitcho, USA u. Niederlagen gegen Hans-Dieter Brüchert u. Wladimir Jumin, UdSSR;
- 1975, 4. Platz, EM in Ludwigshafen am Rhein, F, Ba, mit Siegen über Kazim Yildirim u. Armado Sanches, Spanien u. Niederlagen gegen Zbigniew Zedzicki u. Miho Dukow, Bulgarien;
- 1976, 2. Platz, EM in Leningrad, F, Ba, mit Siegen über Kenan Noukhi, Jugoslawien, Pekka Alanen, Finnland, Gigel Anghel, Rumänien, Hans-Dieter Brüchert u. Wladiyslaw Zablocki, Polen u. einer Niederlage gegen Wladimir Jumin;
- 1976, 16. Platz, OS in Montreal, F, Ba, mit einem Sieg über Jorge Ramos, Kuba u. Niederlagen gegen Hans-Dieter Brüchert u. Megdiin Choilogdordsch, Mongolei

## Ungarische Meisterschaften
László Klinga wurde in den Jahren 1968, 1970, 1971 und 1972 ungarischer Meister im freien Stil im Bantamgewicht.

## Weblink
- Profil von László Klinga bei United World Wrestling

| Personendaten    | Personendaten      |
| ---------------- | ------------------ |
| NAME             | Klinga, László     |
| KURZBESCHREIBUNG | ungarischer Ringer |
| GEBURTSDATUM     | 9. Juli 1947       |
| GEBURTSORT       | Mosonszentpéter    |